# Arsenura amacymonia
Arsenura amacymonia is een vlinder uit de onderfamilie Arsenurinae van de familie nachtpauwogen (Saturniidae).
De soort werd ontdekt in Peru en in 2011 voor het eerst beschreven door Ronald Brechlin en Frank Meister. De IUCN-status werd nog niet geëvalueerd.